# Planetenweg Falera

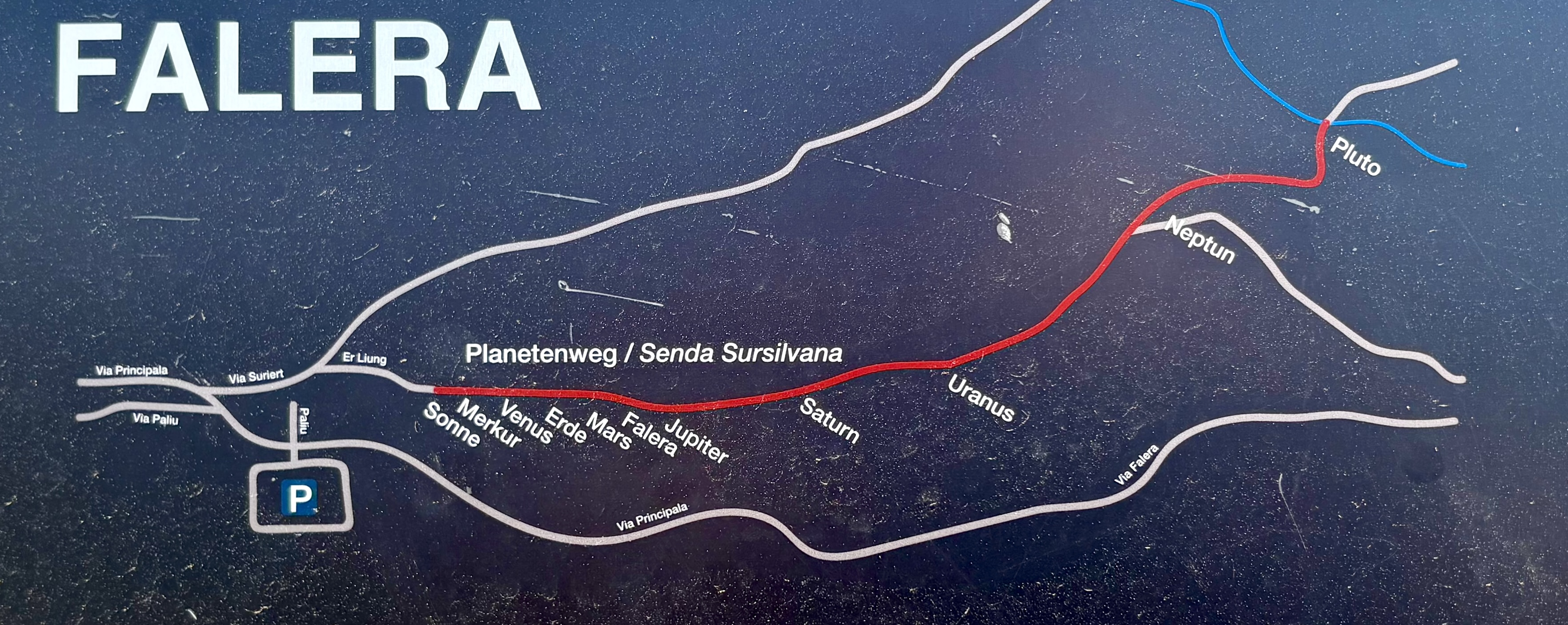
Übersicht

Der Planetenweg Falera ist ein astronomischer Lehrpfad in Falera in der unteren Surselva im Kanton Graubünden  in der Schweiz.

## Lage und Beschreibung
Der Planetenweg Falera liegt auf dem Wanderweg Nr. 85, der Senda Sursilvana. Er führt auf einer Höhe von 1200 m ü. M. vom östlichen Dorfrand Faleras nach Nordosten Richtung Laax-Murschetg und ist 1,5 Kilometer lang.
Dies entspricht der Distanz von ca. 5,9 Milliarden Kilometern oder einem Massstab von 1:4 Milliarden. Ein Meter auf dem Planetenweg entspricht also vier Millionen Kilometern. Unterwegs sind Sonne und Planeten auf Metallpfosten als Kugeln dargestellt. Hier entspricht der Massstab 1:2 Milliarden; die Planeten sind verglichen zur Distanz also doppelt so gross dargestellt.

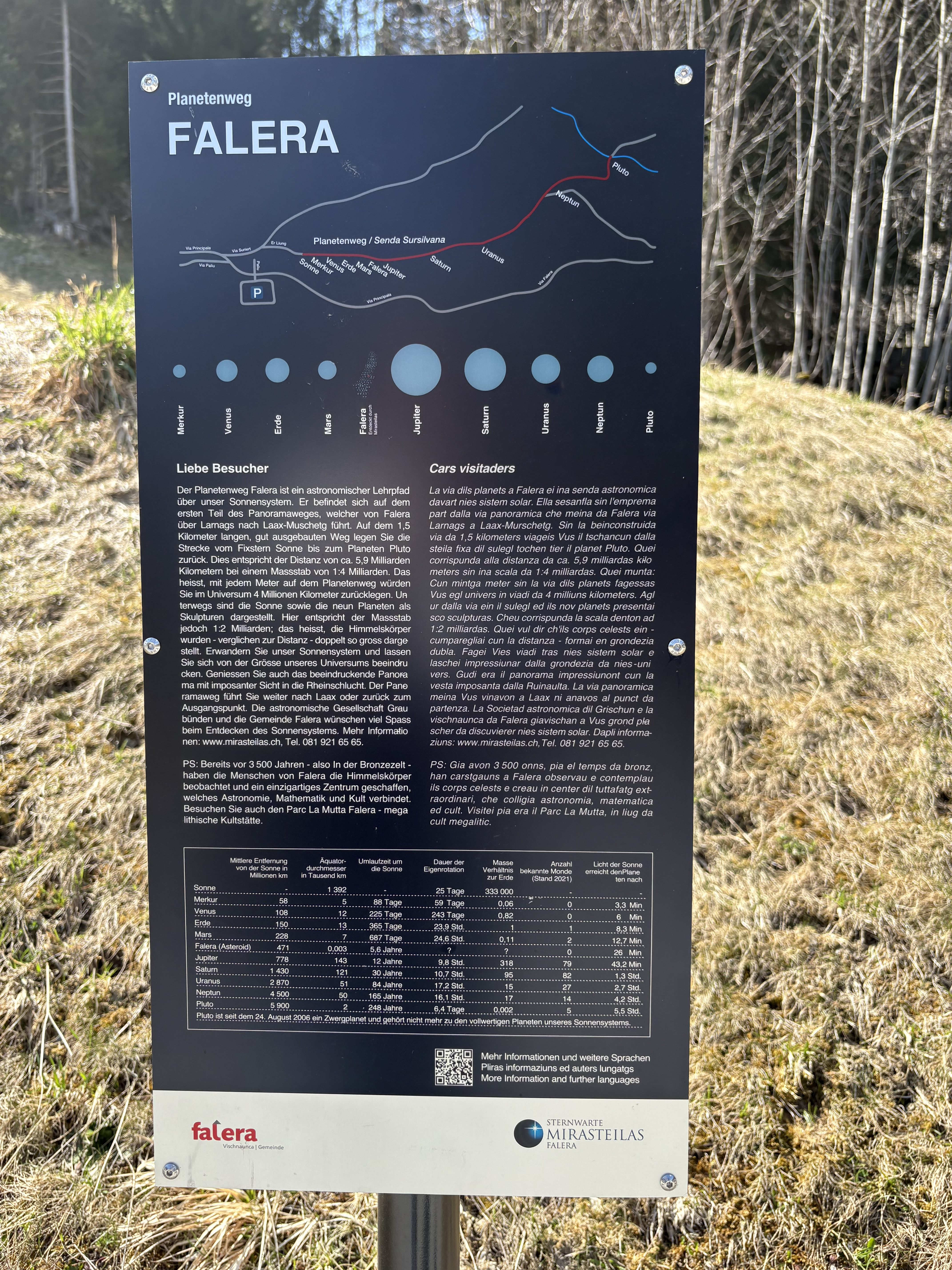
Allgemeine Informationen
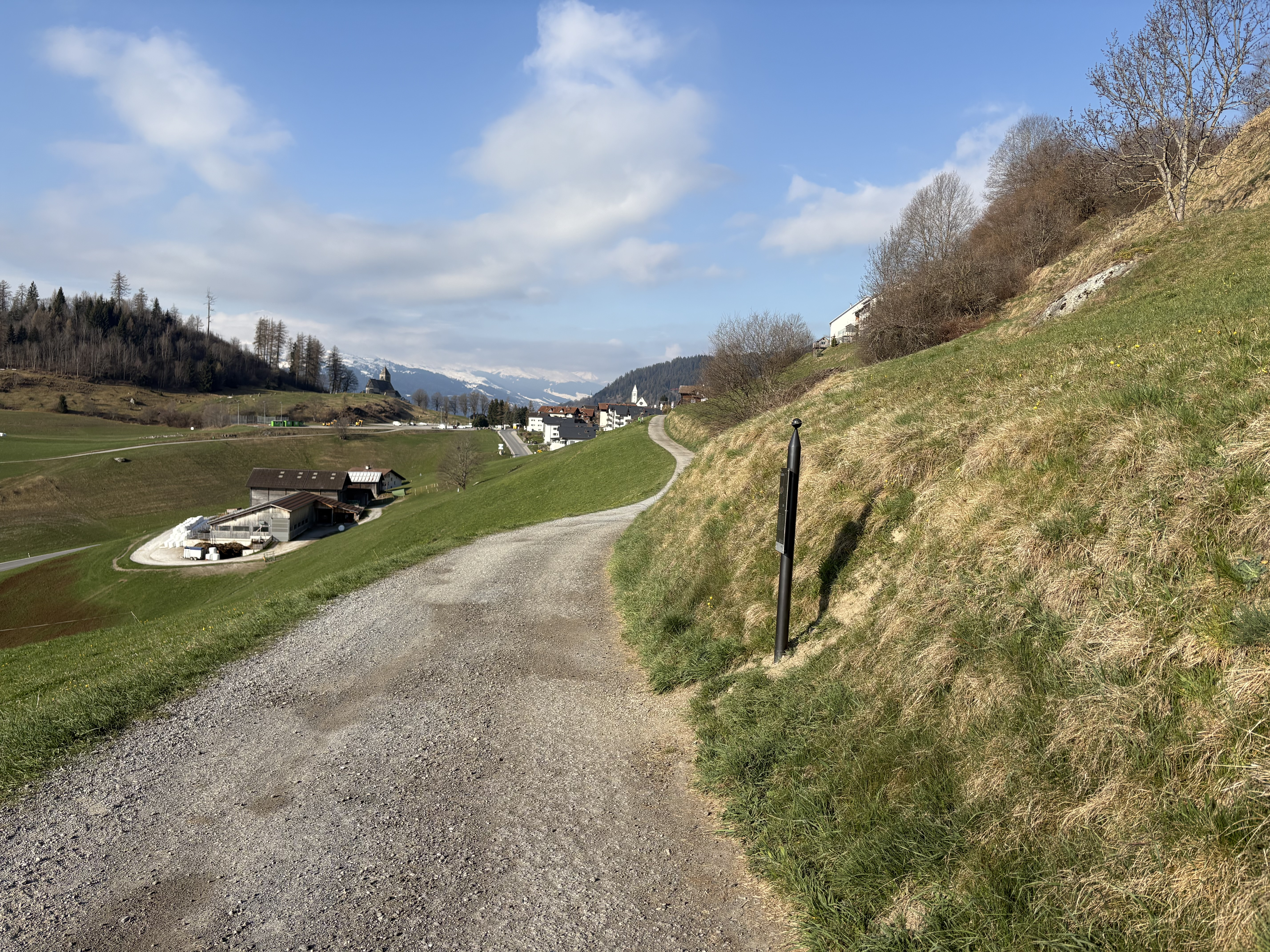
Blick zurück nach Falera mit Jupiter
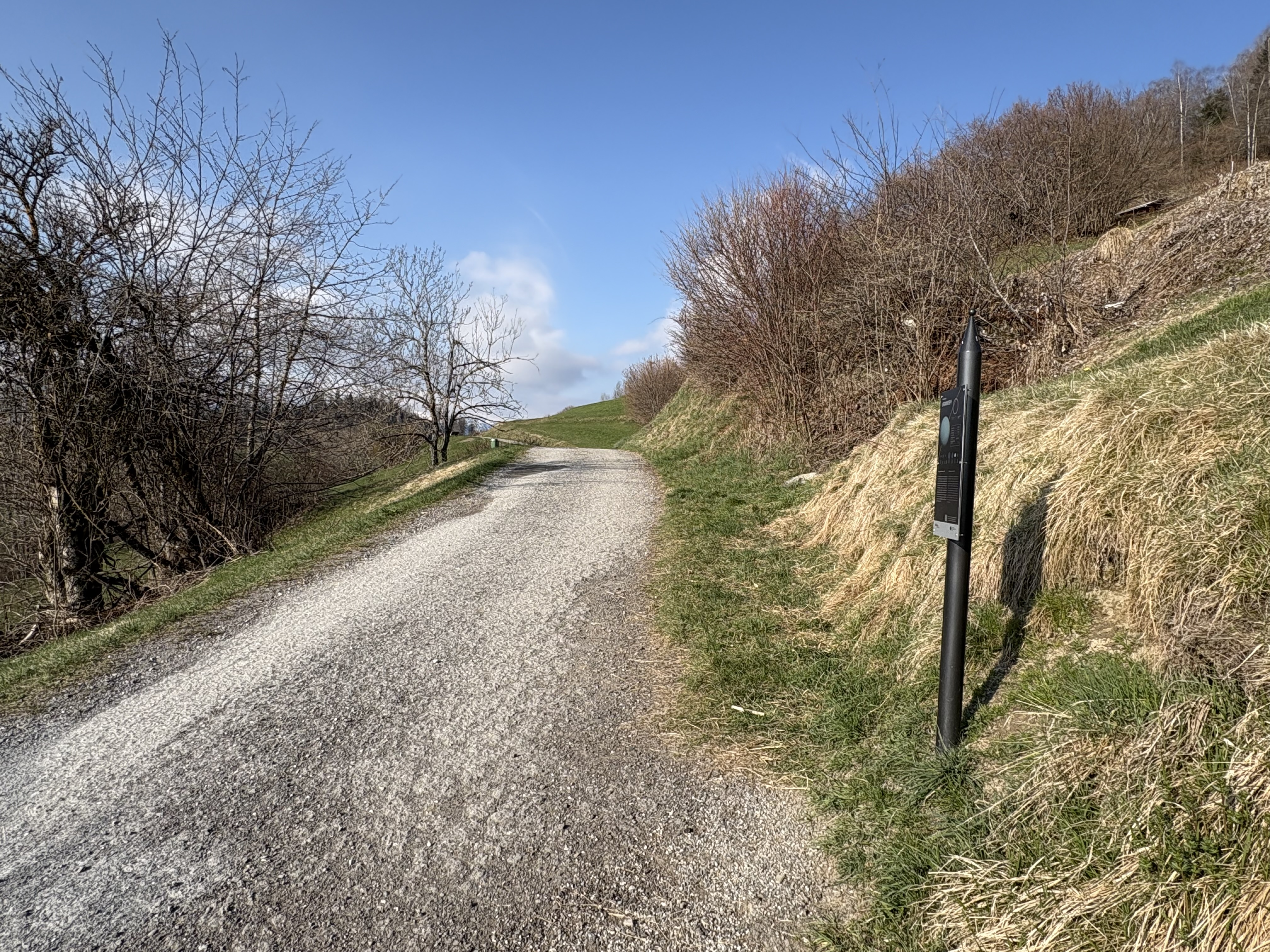
Uranus
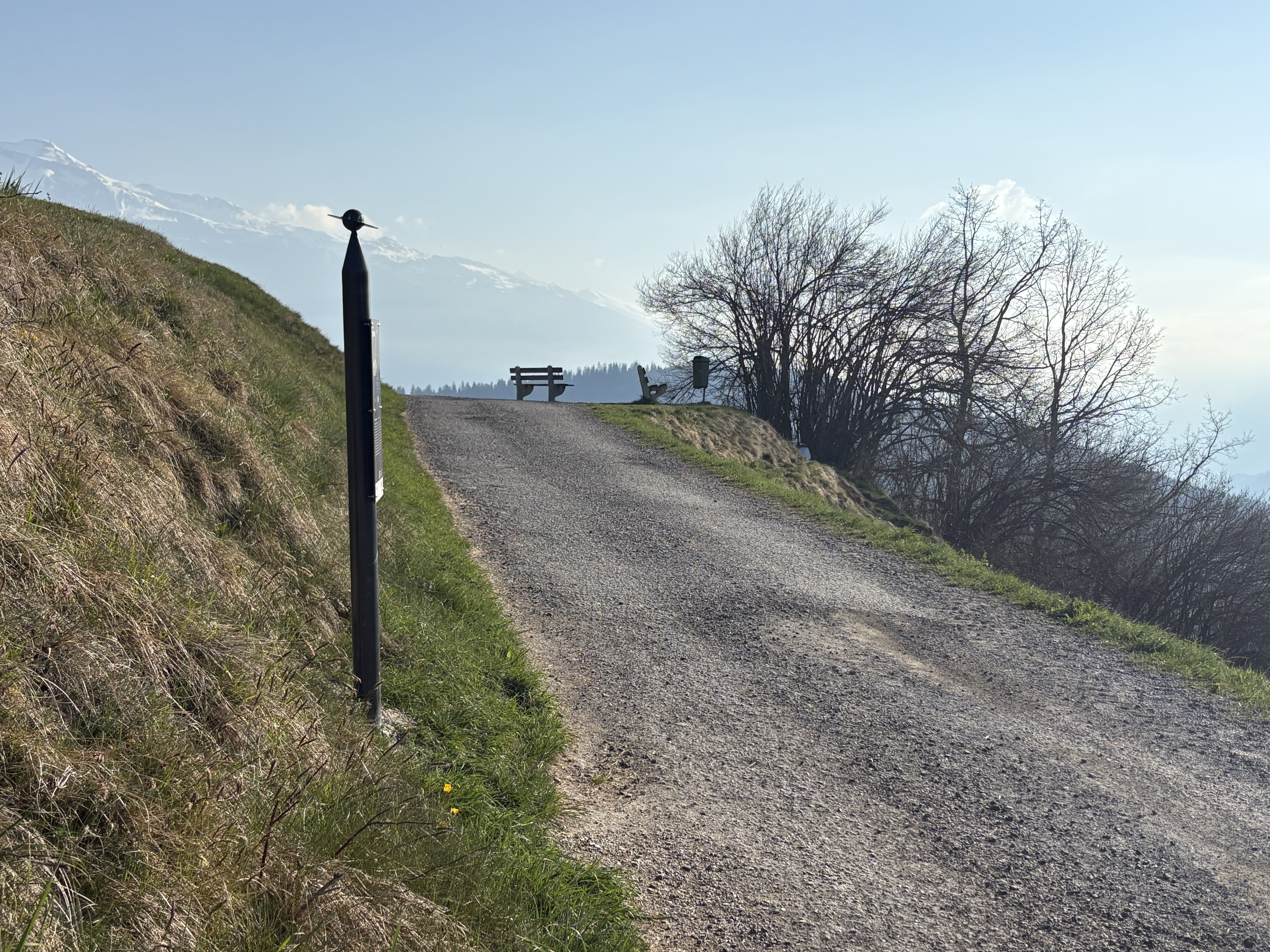
Saturn

Der kinderwagengerechte Weg bietet einen weiten Ausblick auf Laax, den Laaxersee, das Dorf Valendas auf der anderen Seite des Vorderrheins, die Berggipfel der Signinagruppe und in die Rheinschlucht Ruinaulta. Der Weg führt weiter hinunter nach Laax oder zurück zum Ausgangspunkt.

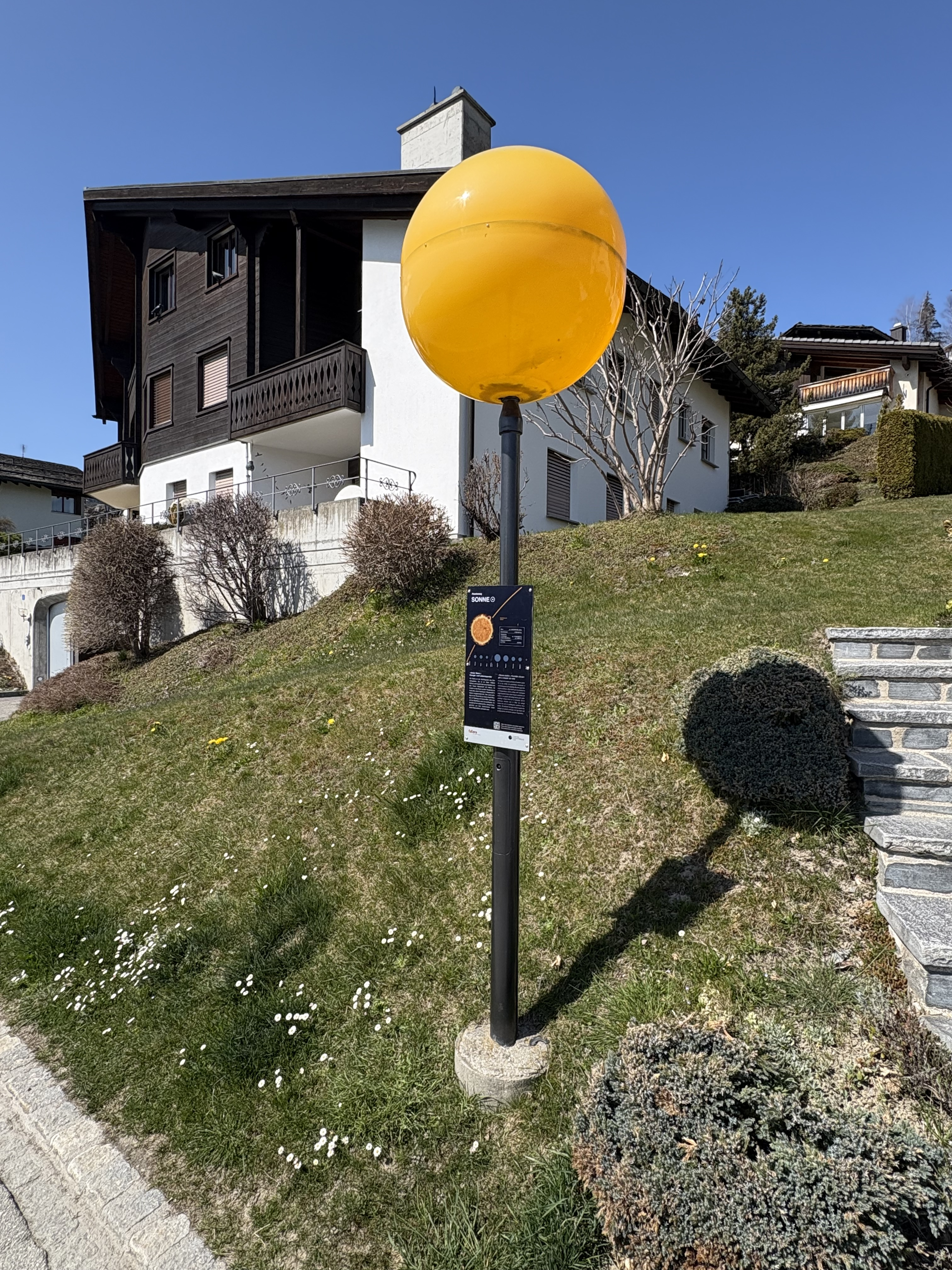
Sonne
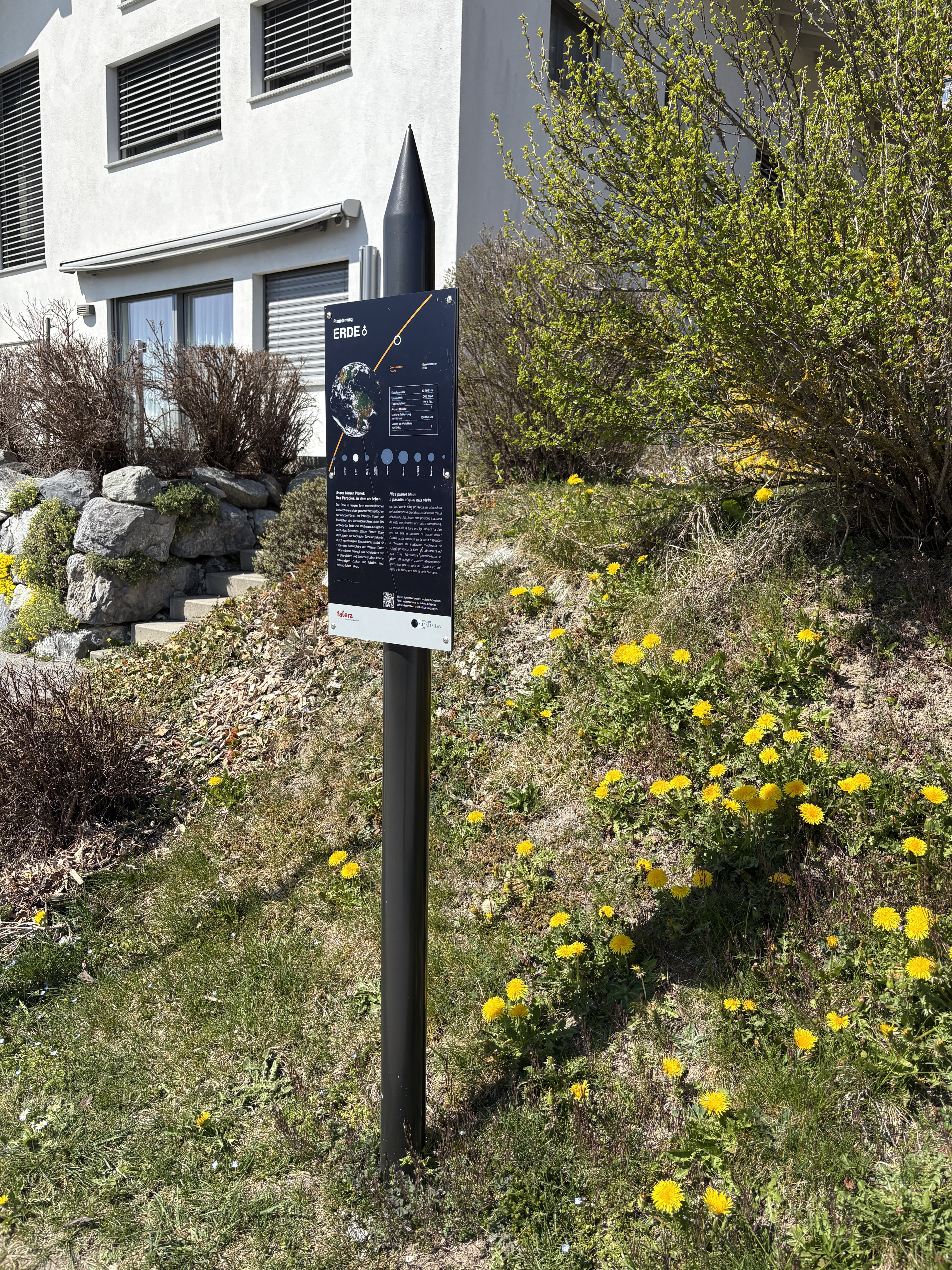
Erde
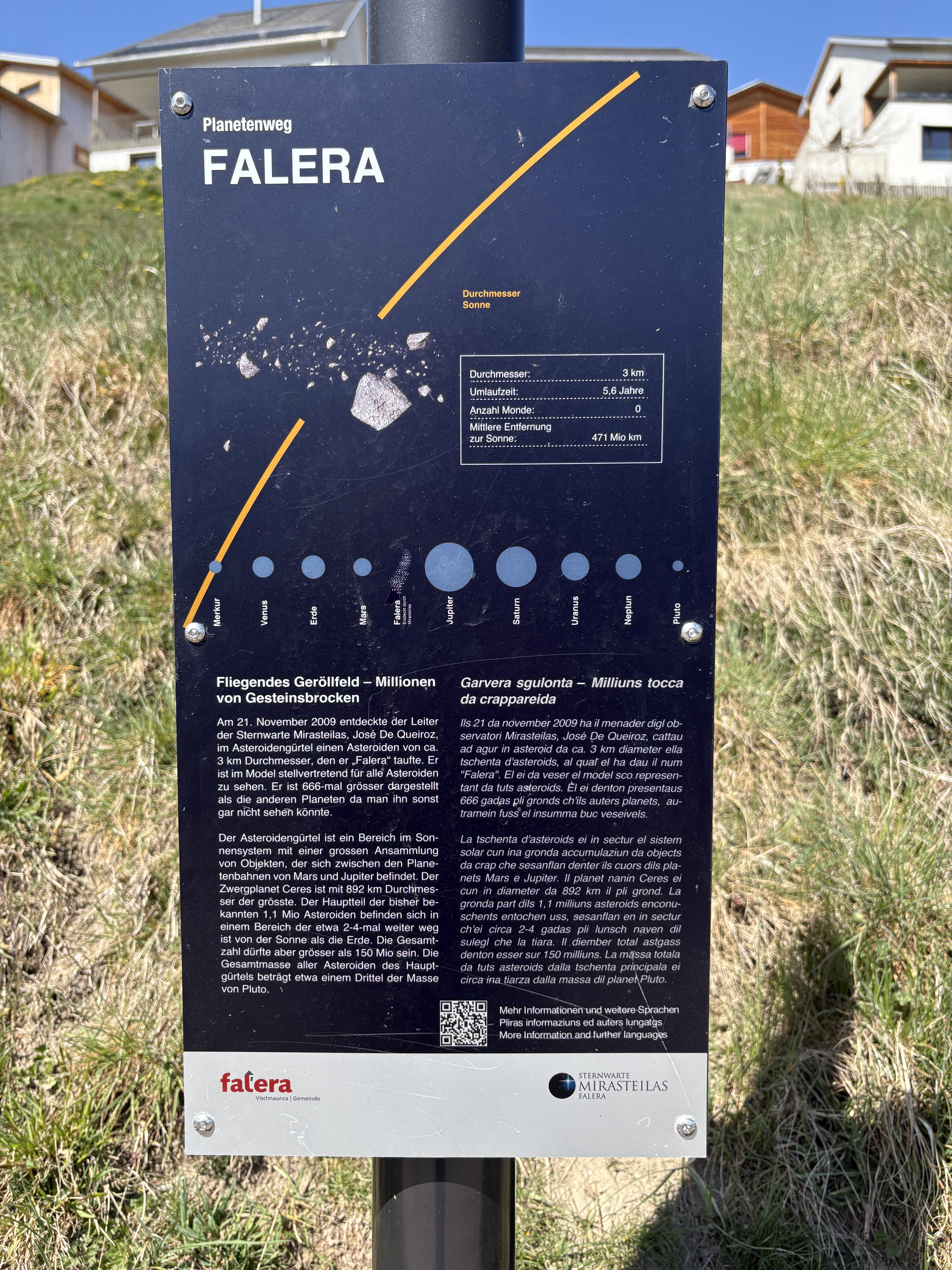
Asteroid Falera
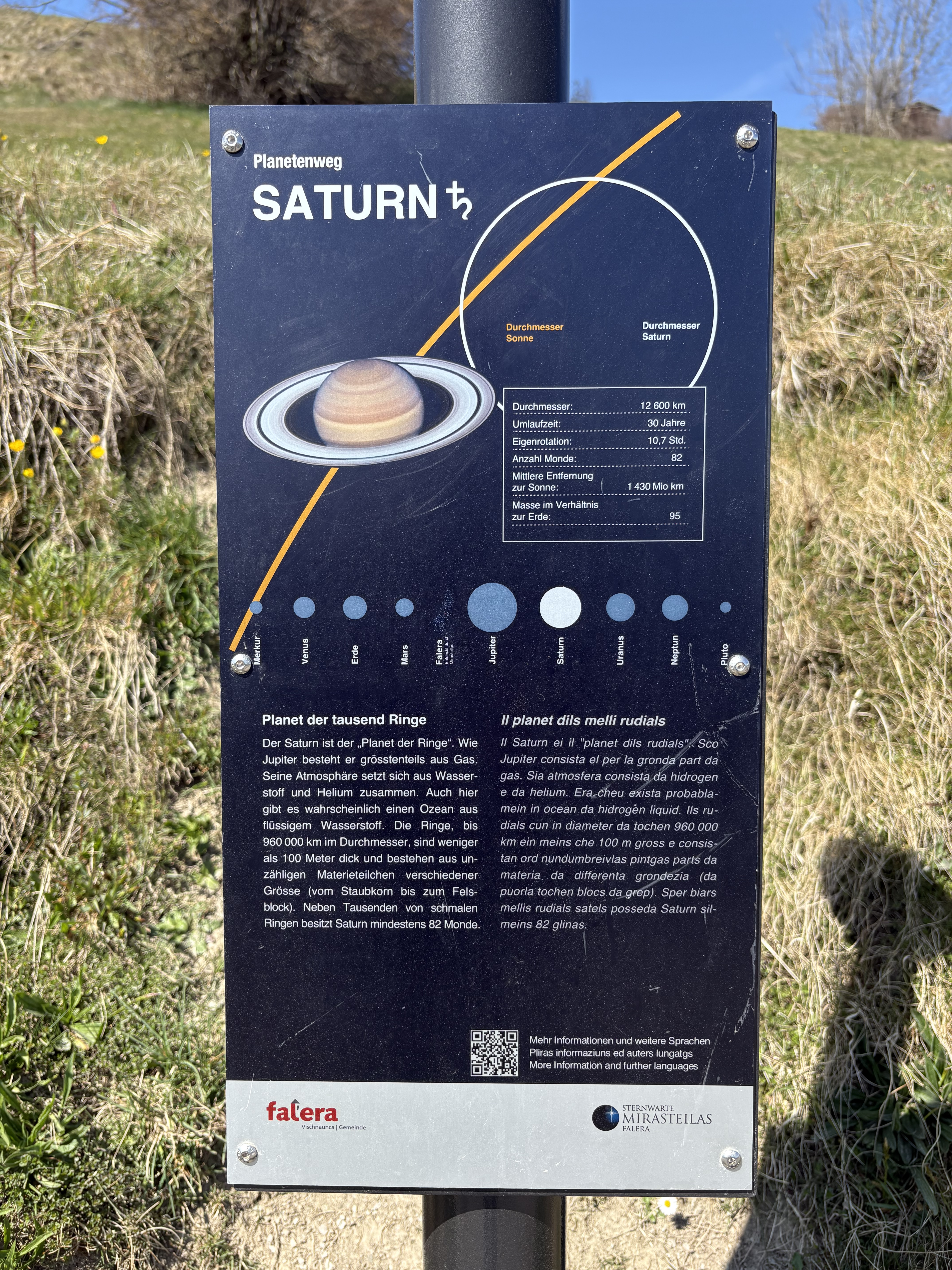
Infos zum Saturn

## Geschichte
Initiant für die Errichtung des Lehrpfades waren der Betreiber der Sternwarte Mirasteilas José De Queiroz und der Churer Rolf Stauber, einer der Mitbegründer der Astronomischen Gesellschaft Graubündens. Dieser hatte den Wunsch, im Kanton einen Planetenweg zu erstellen. Dank seinen Kontakten zur Gemeinde konnte ihm De Queiroz seinen Wunsch erfüllen.
Der erste Weg wurde 2003 eröffnet, die 13'000 Franken für die Kosten wurden von Lieferanten von De Queiroz’ Restaurant aufgebracht. 2024 wurden neue Tafeln angebracht, die durch einen QR-Code Zugriff auf weiterführende Informationen ermöglichen. Neben Englisch und Deutsch sind die Texte auch auf Rätoromanisch abrufbar; die Übersetzung besorgte der Einheimische Ignaz Cathomen.
Neu aufgenommen in die Stationen des Lehrpfades wurde zwischen Mars und Jupiter stellvertretend für die Himmelskörper im Asteroidengürtel der Asteroid Falera, der am 21. November 2009 von José De Queiroz entdeckt worden war. Finanziert wurden die neuen Tafeln von der Gemeinde Falera.